# Cathédrale du Sacré-Cœur-de-Jésus de Bamako
La cathédrale du Sacré-Cœur-de-Jésus de Bamako au Mali est la cathédrale catholique de l'archidiocèse de Bamako. 

## Historique
À l'origine Bamako n'est qu'un village traditionnel. Il s'urbanise progressivement à la fin du XIXe siècle attirant de plus en plus de nouveaux venus surtout après son érection en  siège du gouvernement de la colonie en 1897. C'est à Kati (à 15 km environ de Bamako) que s'établit, vers la fin de l'année 1897, la première mission catholique, et c'est de Kati que venaient, de temps en temps, les Pères blancs pour visiter les chrétiens de Bamako: des fonctionnaires, des commerçants, des ouvriers  et des militaires pour la plupart.
En 1907, la mission catholique de Kati acquiert un terrain à Bamako et y construit en 1910 un bâtiment qui sert de chapelle permettant un ministère régulier. 
En 1910, le vicariat apostolique du Sahara au Soudan français est divisé en vicariat apostolique de Bamako et vicariat apostolique de Ouagadougou. Dès lors, se pose la question de la construction d'une église-cathédrale à Bamako. 
Émile Sauvant, premier vicaire apostolique de Bamako, qui résidait à Kati. 
La paroisse associée à la cathédrale est créée dès 1923, et le premier curé est le Père René Bazin assisté du Père Brun, procureur du vicariat apostolique. 

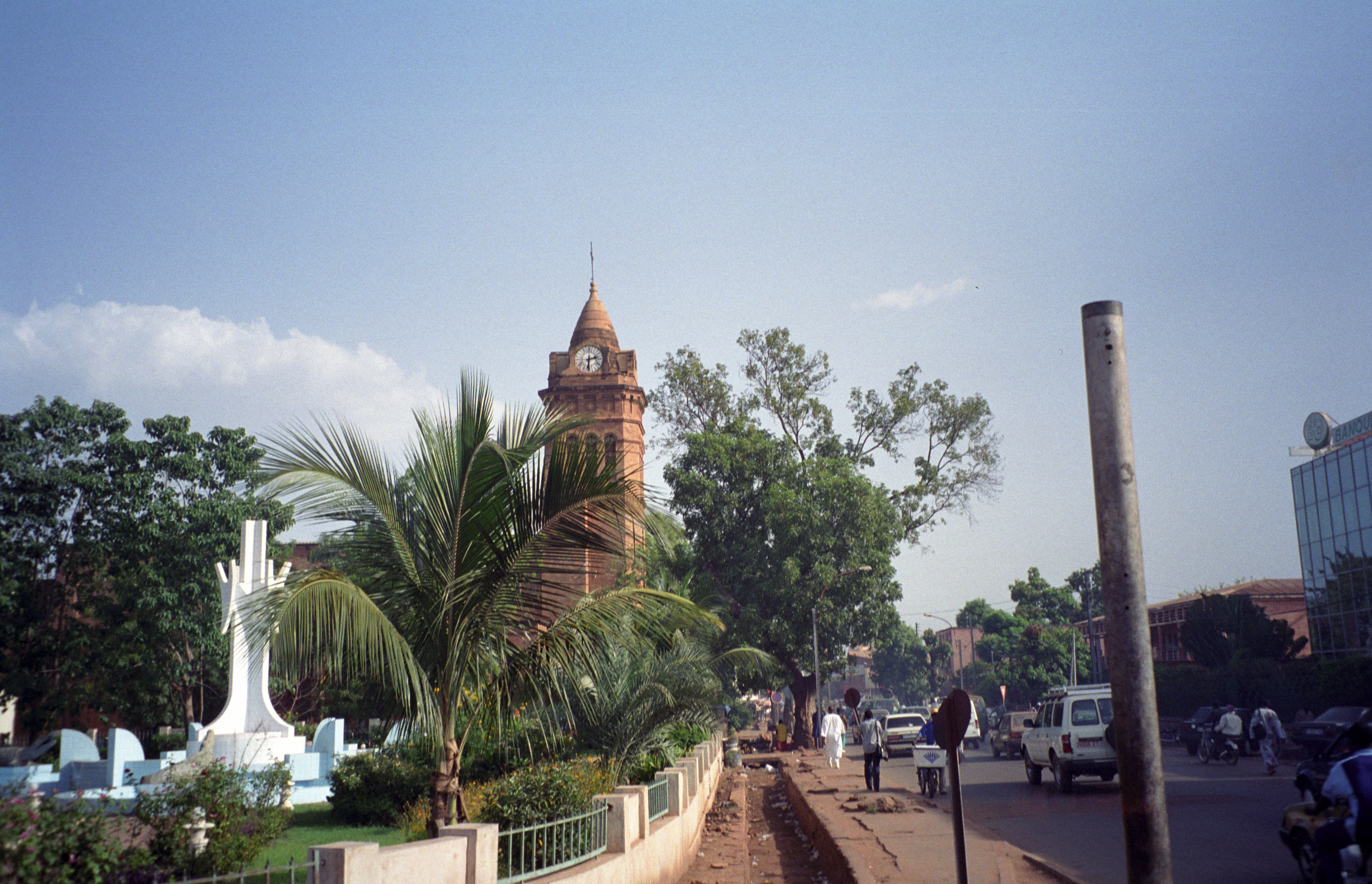
Le clocher en 2001.

La construction de la cathédrale ne commence cependant que le 21 février 1925, avec la bénédiction de la première pierre par Mgr Sauvant, en présence du maréchal Pétain. Deux ans plus tard, le bâtiment est utilisable.
La cathédrale de Bamako est achevée en 1936. Jusqu'en 1957, elle constitue le seul lieu de culte catholique officiel dans la ville. Mgr Pierre-Louis Leclerc est installé premier archevêque de Bamako, le 21 février 1956. Il est inhumé dans la cathédrale en 1988.

## Description
C'est un édifice bâti sur un plan rectangulaire de quarante-huit mètres de long et douze mètres de large, construit en pierre dans un style roman byzantin.

### Sources
- Cet article est partiellement ou en totalité issu de l'article intitulé « Cathédrale de Bamako » (voir la liste des auteurs).